# Curente ale gândirii filosofice arabo-islamice
Curentele de gândire asociate filosofiei arabo-islamice au la bază problematica raporturilor dintre dogma revelată și demersul rațional rezultat în urma asimilării în cultura arabă a tradiției științifice și filosofice de origine greacă. Un amplu proces de traduceri susținut în perioada califatului abbasid (750-1258) a contribuit la răspândirea neoplatonismului și gândirii aristotelice, ulterior adaptate conform modelului de înțelegere oferit de religia musulmană. Astfel, organizarea sistemului filosofic pornește de la încercarea de a exprima un adevăr demonstrabil cu privire la conținutul revelației coranice, încercare asimilată deseori gândirii teologice.

## Falsafa, misticismul și gândirea religioasă
În timp ce falsafa a fost stimulată de raționalismul grecesc – pornind de la logica aristotelică și metafizică  - s-au dezvoltat deopotrivă direcții de gândire divergente. Principiul rațional invocat de filosofi precum Al-Kindi (n.801-m.873), Al-Farabi (n.870-m.950) si Ibn Sina (n.980-m1037), s-a confruntat cu nevoia cultivării experiențelor spirituale, astfel că sufismul, spre deosebire de falsafa, făcând apel cu precădere la cunoașterea întemeiată pe cale nemijlocită, la percepția intuitivă, a fost inspirat de către călugarii asceți creștini sau de către iraniei și indieni . Cu toate acestea, speculația sufită avea să fie influențată de tradiția științifică și filosofia greacă: învățați sufi precum Frații Purității au asimilat atât scrierile aristotelice, precum si cele ale neoplatonicilor și neopitagoreismul, elaborând astfel o serie de Epistole în vederea încercării de a edifica conținutul credinței musulmane. 
Preocuparea pentru misticism a fost considerată o dovadă a faptului că filosofia islamică se impune printr-o perspectivă mai degrabă holistică, câtă vreme este afirmată imposibilitatea dobândirii cunoașterii adevărate dacă aceasta nu este motivată de dorința cunoașterii lui Dumnezeu.  Iar dacă filosofia era o preocupare a elitei în timp ce pentru oamenii de rand era suficient sensul literal, profeția apare ca necesară pentru ambele categorii. Ulterior, dialectica (kalām) și-a asumat rolul de a asigura o punte de legatură între gândirea filosofică și cea religioasă: începând cu perioada lui Fakhr Ad-Din Ar-Razi (n.1149-m.1209), lucrările de kalām  erau încadrate unor structuri  logice care aveau ca scop susținera și explicarea revelațiilor Coranului, abordând o serie de probleme înțelese exclusiv în termenii Revelației.  Această apropiere dintre filosofie și kalām a fost susținută fervent de mu‘taziliții  care, prin doctirna lor eliberată de rigoarea tradiționalistă, au reconsiderat dogma islamică în baza principiilor raționale postulate de filosofia greacă. Pe de altă parte, dincolo de a se situa în contradicție, filosofia și teologia islamică par a se reuni într-un ansamblu cu mult mai cuprinzător:
"S-a spus adesea că nici filosofia, nici teologia islamică nu pot fi înțelese fără a descifra substratul aristotelic/neoplatonic, de fapt un complex de idei în care se amestecau trăsături aristotelice, platonice, plotiniene, stoice, epicureice, pitagoreice, hermetice, zoroastriene, maniheene, rămășițe ale vechilor religii semite, revelații iudeo-creștine etc." (Tartler, 2014: 195) 

## Contradicții și probleme de interpretare
Încercarea de a reconcilia principiile filosofice cu cele religioase s-a lovit însă de contradicții și controverse alimentate de reticența implicită unui sistem religios care acceptă ca unic adevăr revelația Cuvântului lui Dumnezeu. Problematica naturii creației și dezacordul dintre unitatea lui Dumnezeu raportată la multitudinea ființelor create au generat o serie de controverse: este posibil ca lumea să fie creată ex-nihilo? În ce măsură se poate vorbi despre atributele lui Dumnezeu? Care este rolul Revelației?
Ibn Sina își expune teoria cu privire la crearea universului găsind un răspuns în versiunea neoplatonică a filosofiei grecești: acesta susține că universul a fost format printr-o serie de emanații de la Dumnezeu. Îl identifică pe Dumnezeu cu Prima Cauză, Ființa necesară căreia i se atribuie esența și existența. Lumea putea fi guvernată prin intermediul celor zece inteligențe emanate de Creator.
Conform principiului emanației, unitatea și multiplicitatea sunt descrise în armonie; din Inteligența activă (cea de-a zecea) iau ființă sufletele, intelectul, cele patru elemente și lumea terestră în toate formele sale. Inteligențele sferei non-stelare, ale sferei stelelor fixe și ale celor șapte planete corespund lumii de jos a cărei multitudine par să o oglindească. Dumnezeu este Ființa Primă și totodată Cauza Finală, punând lumea în mișcare prin iubire. Întrucât lumea este descrisă ca o oglindă a emanației divine, omul poate reflecta la rândul său Ființa Necesară câtă vreme va parcurge cele șapte stări ale conștiinței văzute ca etape ale inițierii pe calea către Dumnezeu. Cea din urmă stare – starea de îndumnezeire – e asociată adevărului suprem.
Influența sufismului se remarcă la nivelul scrierilor lui Ibn Sina prin simbolurile prelucrate într-o serie de Epistole, dintre care Epistola Păsării descrie calea întoarcerii către divinitate a sufletului eliberat de trup, de constrângerile lumii fizice:
După ce m-au consolat, mi-au scos lațul de la gat și de pe aripi. Au deschis ușa și mi-au zis: „Cată-ți scăparea!” Le-am cerut să-mi elibereze și picioarele din inel, dar mi-au răspuns: „Dacă am fi putut, l-am fi scos de pe propriile noastre picioare. Cum să aducă un bolnav vindecare?”.Am ieșit din colivie și mi-am luat zborul. Atunci mi-au spus: „Vei găsi în fața ta locuri unde nu ești în siguranță decât zburând pe urmele noastre, fă-o și vei afla drumul” (Ibn Sina apud Grete, 2014:293)
Teoria lui Ibn Sina conform căreia sufletul se poate ridica prin eforturi proprii până la nivelul Primei Inteligențe pare să contravină, din perspectiva lui Al-Ġazālī (n.1058-m.1111), conținutului Revelației care acordă, în acest sens, un rol primordial profeției. În lucrarea sa, Tahāfut al-falāsifa (Combaterea filosofilor) critică modul de gândire al filosofilor, atribuindu-le o serie de erori: ei credeau în eternitatea materiei însuflețite prin emanațiile luminii divine, însă necreate de acestea. De asemenea, cunoașterea lui Dumnezeu era limitată la universalii, idee incompatibilă cu omnisciența divină. Tot filosofii considerau sufletul nemuritor, făcând distincția dintre esență și existență.  Al-Ġazālī denunță capacitățile intelectului uman și limitele rațiunii, invocând necesitatea inspirației (ilhām) pentru a ajunge la o cunoaștere superioară. 
Un secol mai târziu, Ibn Rushd (1126-1198) intervine în apărarea tradiției filosofice printr-o lucrare intitulată Tahāfut at- tahāfut (Combaterea combaterii): el respinge teoria lui Al-Ġazālī, iar în Tratatul decisiv propune interpretarea metaforică, ci nu literala a versetelor coranice, eliminând în felul acesta posibilele contradicții. De altfel, textul coranic cuprinde el însuși o serie de versete cu referire la știință și cunoaștere, subordonate Adevărului căutat, absolut:

Cei cărora le-a fost dăruită știința recunosc că acesta este Adevărul de la Domnul tău, ei cred în El și inimile lor se smeresc înaintea Lui. Domnul îi călăuzește pe cei care cred pe Calea cea Dreaptă. (22:54) 
O, voi cei ce credeți, când vi se spune: „Faceți loc și altora la sfaturile voastre!” Atunci, faceți loc, căci și Dumnezeu vă va face loc. Când vi se spune: „Sculați-vă! Atunci, sculați-vă. Dumnezeu îi va ridica pe trepte pe cei care cred și au primit știința. Dumnezeu este știutor a ceea ce făptuiți. (58:11) 

## Teosofia
Dacă falsafa și sufismul (taṣawwuf) se caracterizează prin abordări diferite în cadrul gândirii filosofice, teosofia pare să reunească o serie de elemente aparținând celor două categorii. Acest curent a fost inițiat de Sohrawardi (n.1155-m.199) și asimilat cu precădere de către gânditorii persani, manifestându-și influența în cultura persană până în prezent. Adepții teosofiei critică aspectele logicii aristotelice, atrăgând atenția asupra limitărilor lor. Ei susțin că adevărata cunoaștere este condiționată de reflecție. Prin reflecție se poate extrage esența obiectului percepției în același fel în care lumina dezvăluie natura lucrurilor asupra cărora se revarsă,, astfel că în absența luminii realitatea rămâne necunoscută. 
Termenul arab ce corespunde noțiunii de teosofie -išrāq- este întâlnit și în scrierile lui Ibn Sina, făcând referire la iradiația luminii divine prin care oamenii pot intra în contact cu ierarhia inteligibilelor. Într-o altă interpretare, acest termen este asociat înțelepciunii ezoterice antice a Orientului. Simbolul luminii este de asemenea întâlnit în textul coranic:

Dumnezeu este lumina cerurilor și a pământului! Lumina Sa este asemenea unei firide unde se află o lampă. Lampa se află într-o sticlă, iar sticla este asemenea unei stele strălucitoare. Ea este aprinsă de la un copac binecuvântat: măslinul care nu este nici de la Răsărit și nici de la Asfințit și al cărui ulei aproape că luminează fără ca focul să-l atingă. Lumină asupra luminii! Dumnezeu călăuzește către lumina Sa pe cine voiește. Dumnezeu dă oamenilor pilde. Dumnezeu este Atotcunoscător. (24:35)
Ori [faptele celor care tăgăduiesc] sunt asemenea întunecimilor dintr-o mare adâncă. Un val le acoperă, iar peste el un alt val, și deasupra sunt norii: întunecimi peste întunecimi. Dacă cineva își întinde mâna, abia mai poate s-o vadă. Celui ce Dumnezeu nu-i dă lumină, acela nu are lumină.(24:40)

Cele mai influente lucrări de teosofie îi aparțin lui Ibn ‘Arabi (n.1165-m.1240). Doctrina sa cu privire la unitatea existenței (waḥdat al-wuğūd) descrie lumea asemenea unui flux neîntrerupt dinspre și înapoi către divinitate, proces văzut în același timp ca o revărsare a iubirii lui Dumnezeu. Creatorul însuși se identifică cu lumea creată, întrucât creația nu este decât oglinda în care divinitatea se reflectă precum lumina, cunoașterea desăvârșită devenind astfel posibilă prin contemplarea imaginii reflectate.
Noțiunea de waḥdat al-wuğūd a primit însă interpretări variate: fie se afirma că nimic în afara lui Dumnezeu nu este real, fie era susținută o doctrină panteistă. De asemenea, era luată în considerare distincția făcută de filosofi între Existența necesară și cea contingentă. Astfel, existența universului reprezintă rezultatul unui proces de emanație. Pe de altă parte, această unitate poate fi înțeleasă în sensul experienței trăite prin meditație, când conștiința de sine și atributele umane sunt înlocuite de prezența lui Dumnezeu.